# Goryphus melanius
Goryphus melanius là một loài tò vò trong họ Ichneumonidae.